# 金百利商場

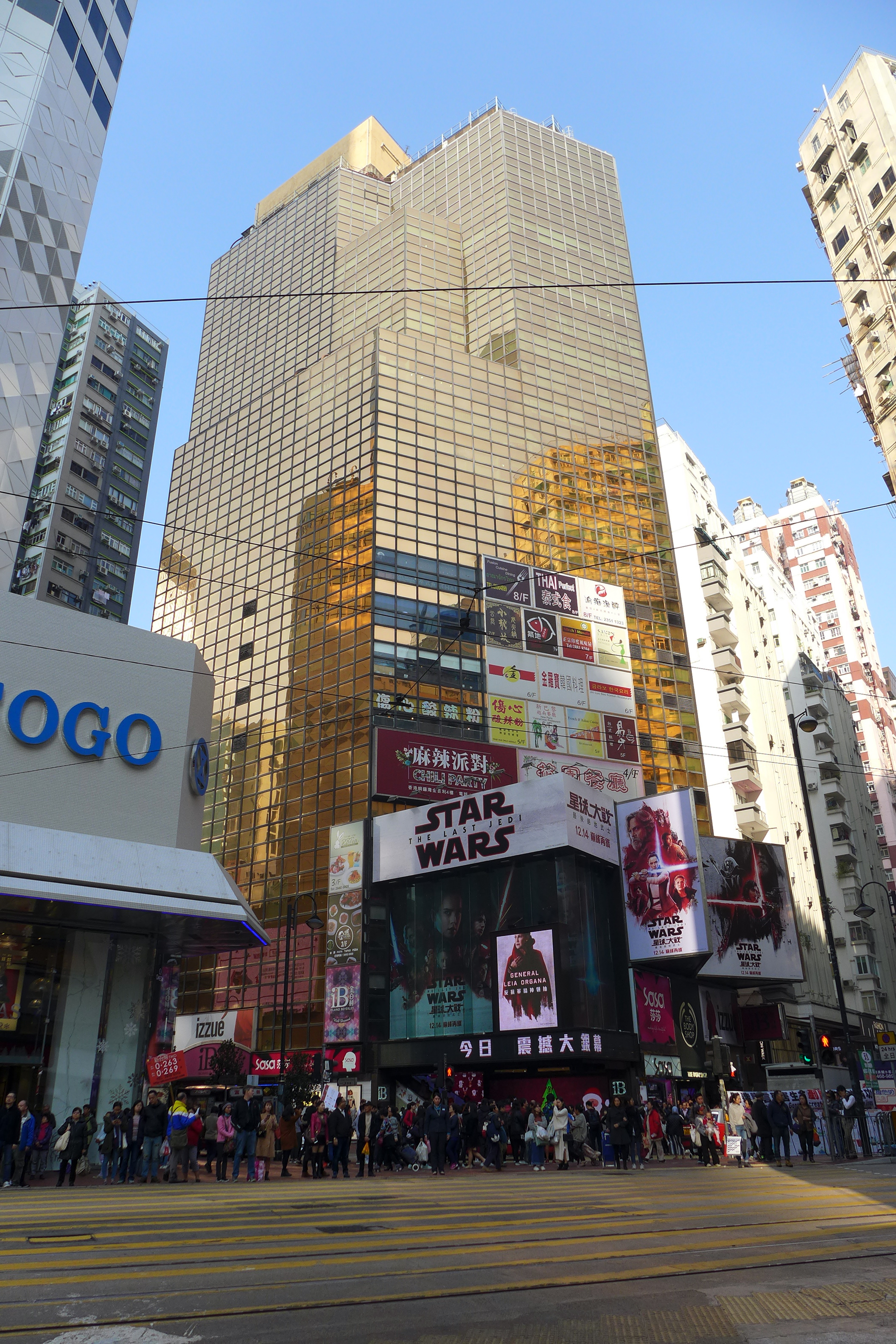
金百利中心基座為金百利商場

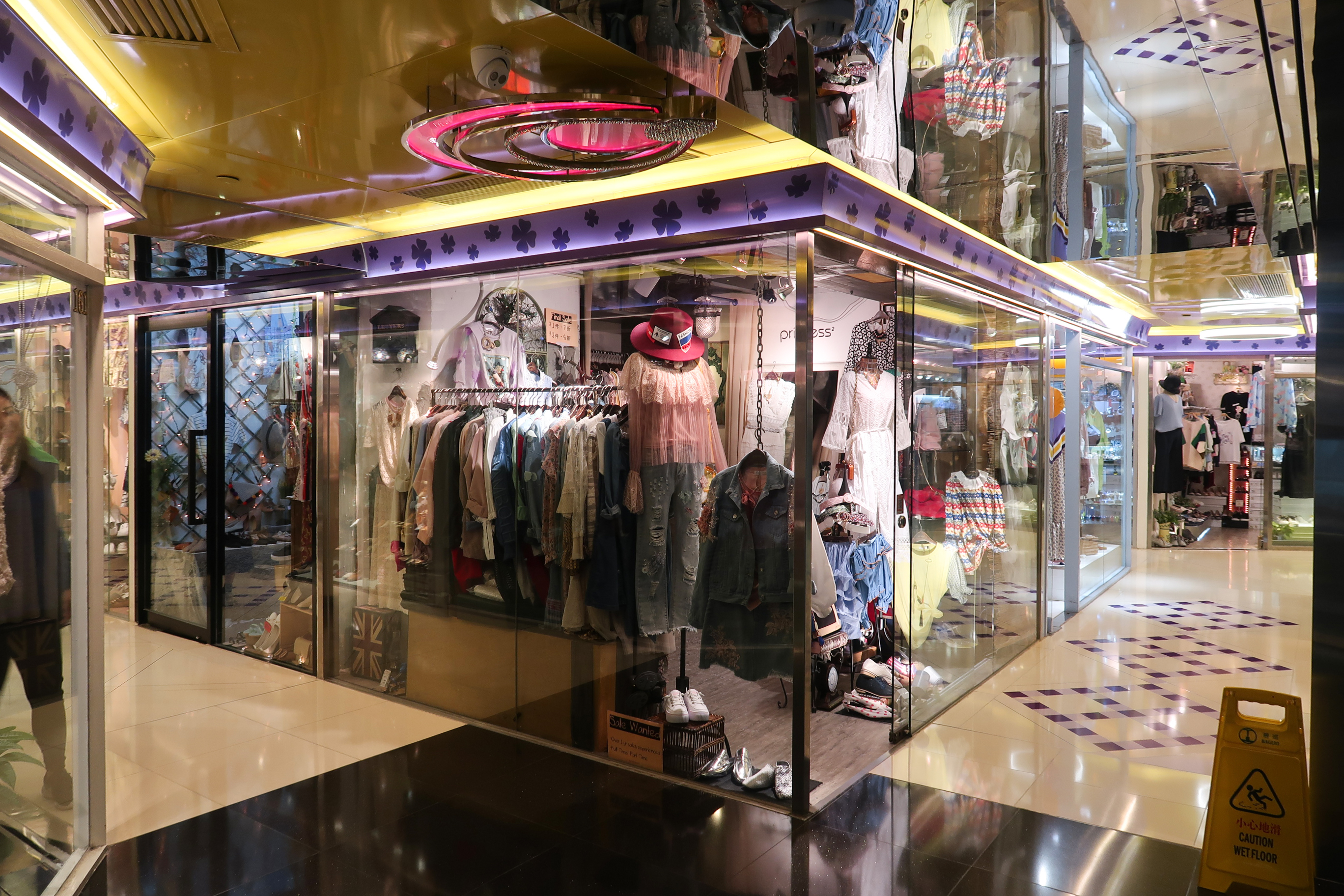
金百利商場1樓女裝店

金百利商場（簡稱金百利）（英語：Island Beverley Shopping Centre）是香港一個購物商場，位於銅鑼灣記利佐治街與東角道交界，其上蓋為商業大樓，為金堡中心（英語：Island Centre），毗鄰銅鑼灣崇光百貨，業主永寧地產，由關吳黃建築師事務所設計，1985年初落成。
商場樓高4層，於1984年12月開幕時沿用大廈最初名稱金堡中心，初期租戶售賣較大眾化服飾為主，到1996年正式改名為金百利，引入多間自家設計的特色小店。1997年7月，香港崇光百貨打通隔鄰金百利商場地庫，連接至東角中心崇光地庫，開設超級市場Supermart（現稱「Freshmart」）。大廈亦於2000年代易名為金百利中心。
現時商場有160間店鋪，以年輕女性的商品為主，也有一些本地設計師的作品在此發售。不過近年零售氣氛持續向下，加上消費模式改變，2015年商場3樓33個舖位中，只有15個舖位有租客，超過一半空置。

## 圖片

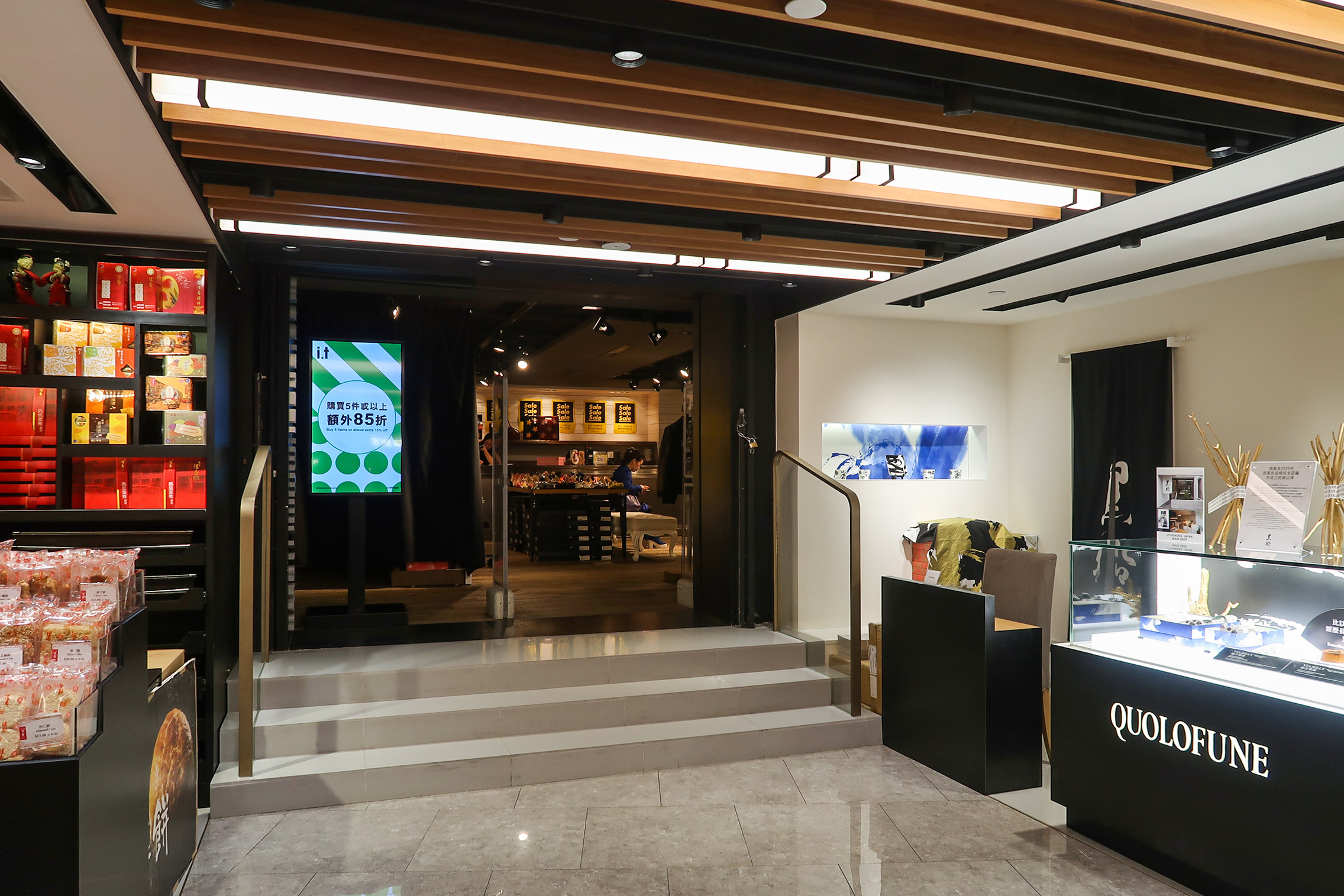
香港崇光百貨打通隔鄰金百利商場地庫
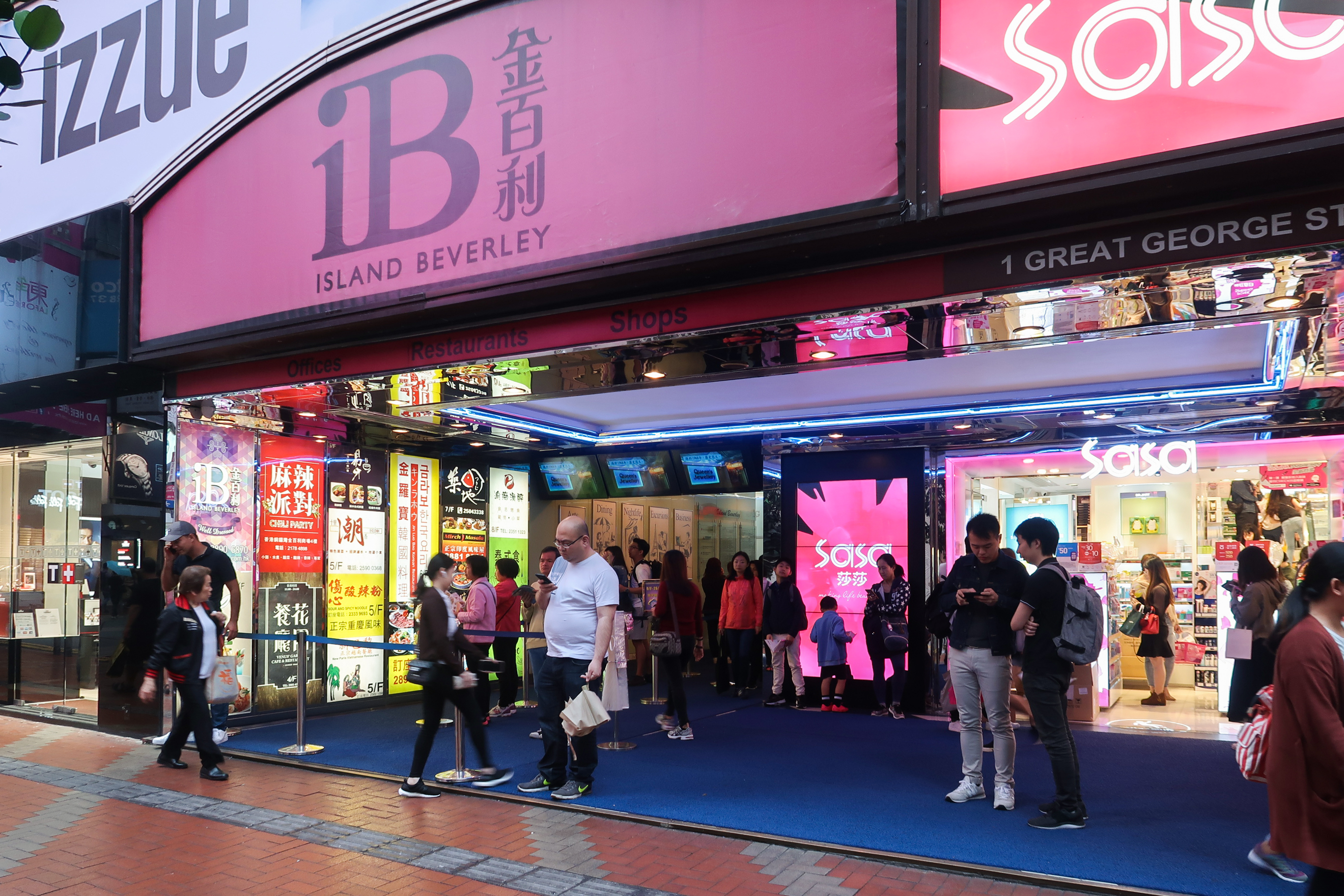
商場地下入口大堂
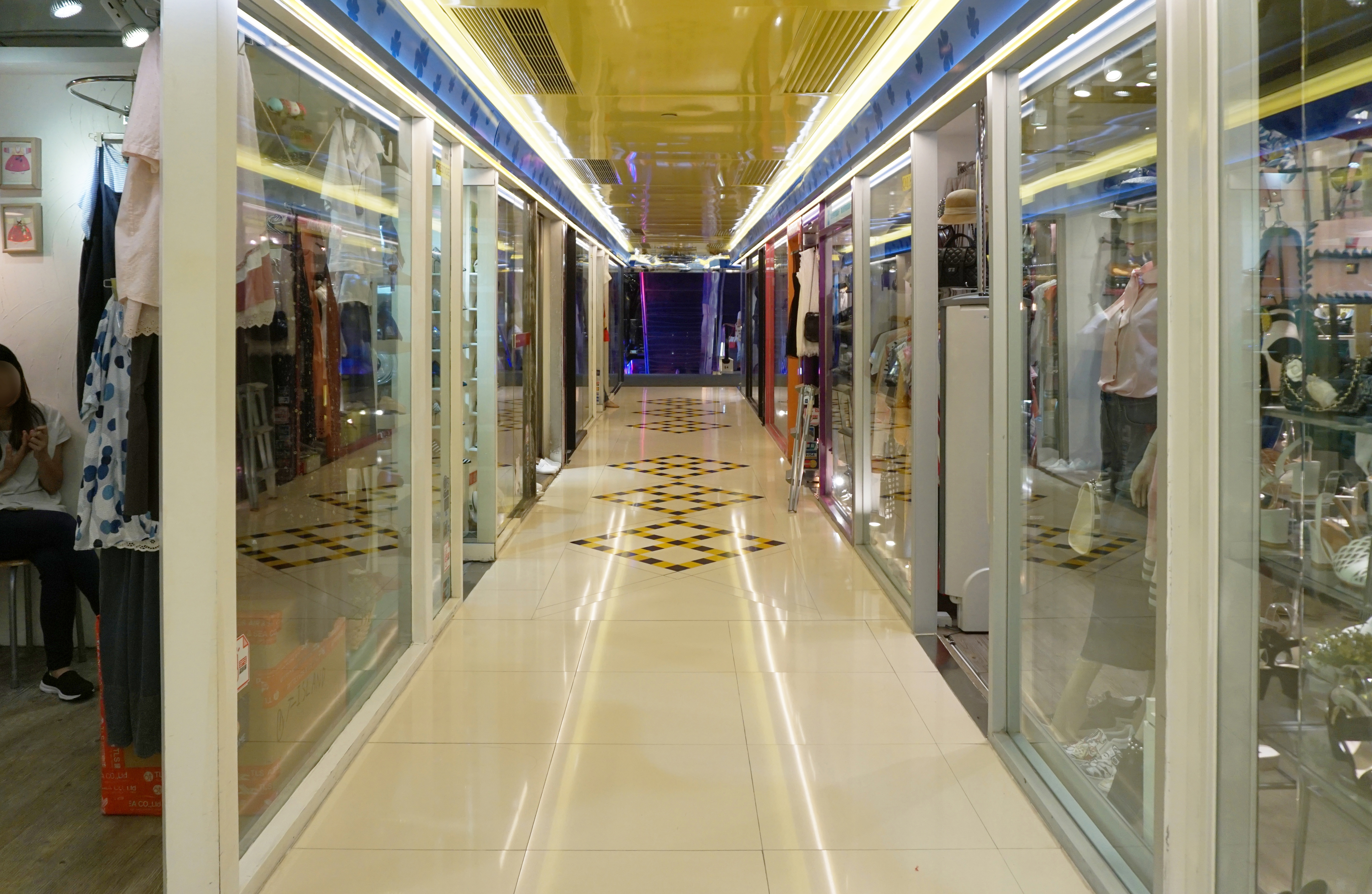
商場UG層
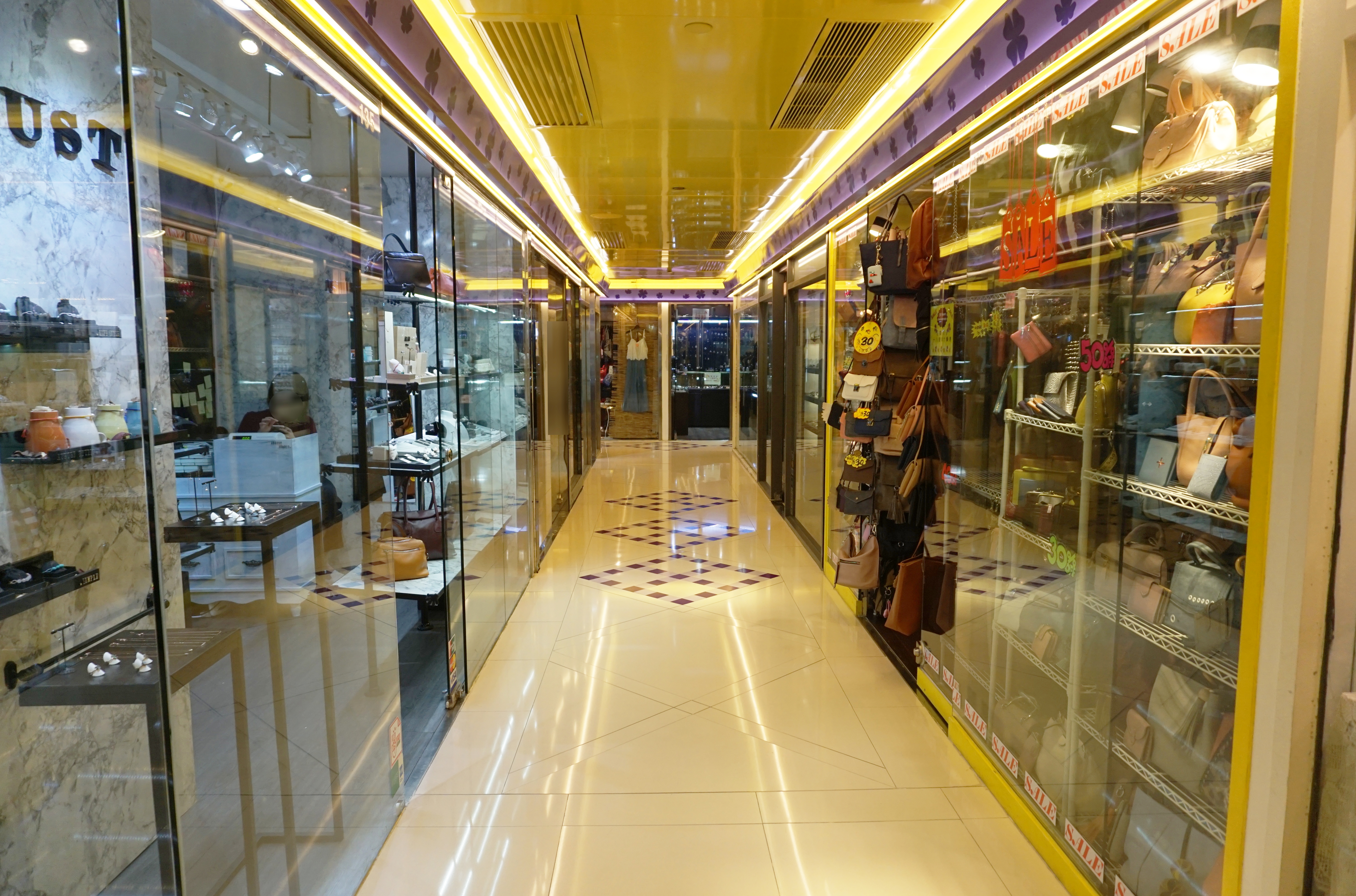
商場1樓飾物及手袋店
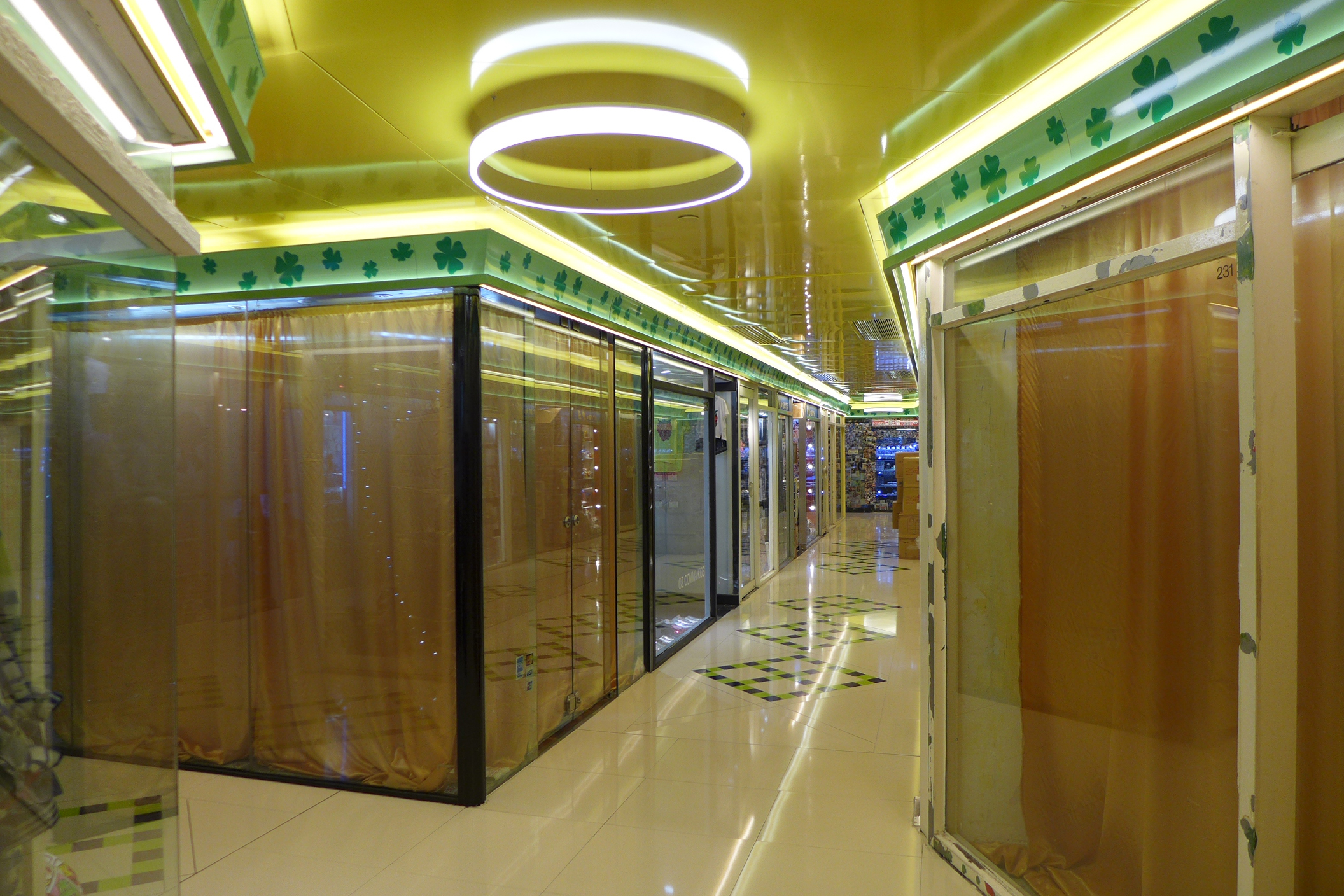
商場3樓有不少舖位空置
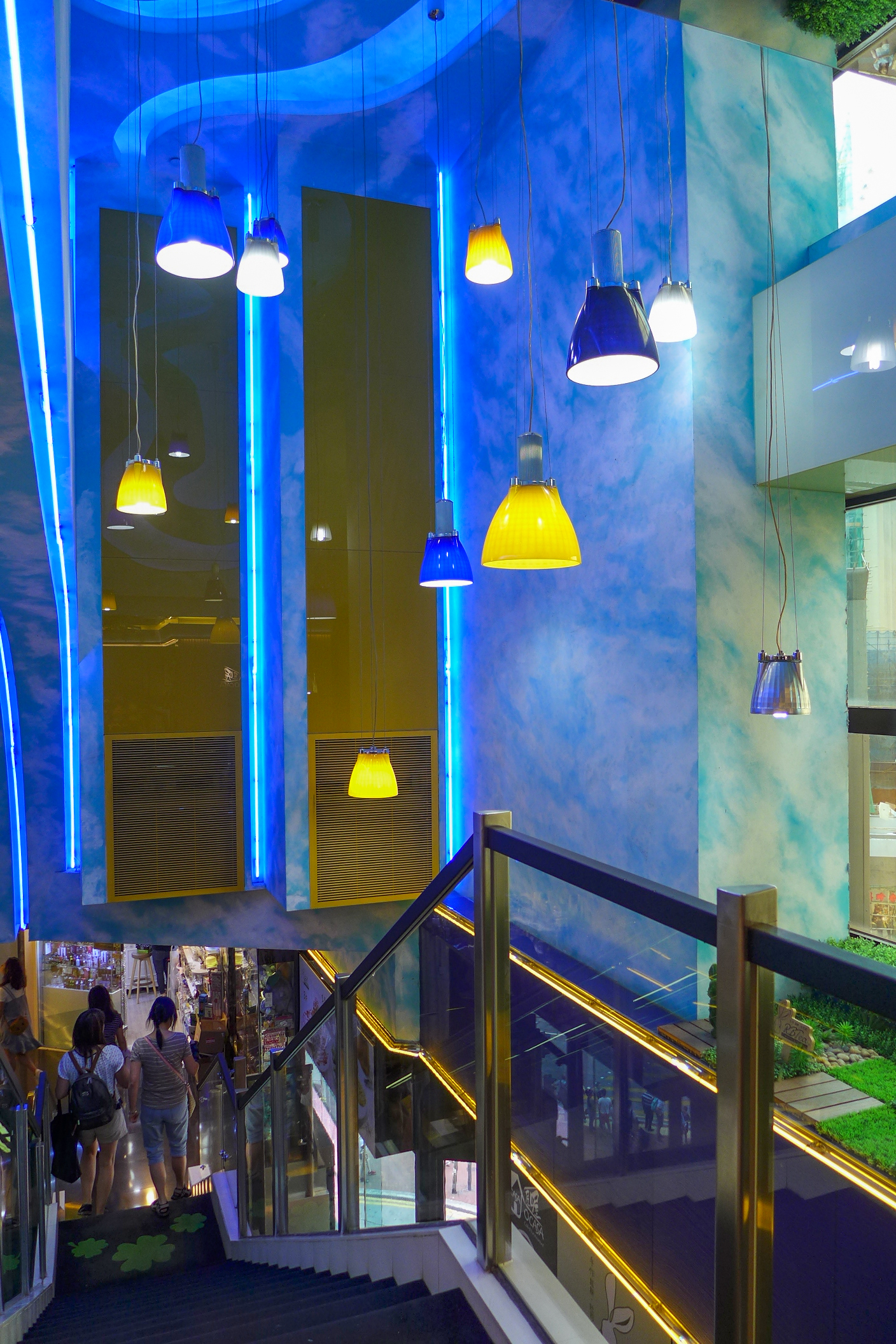
商場4樓中庭